# Carol Owens
Pour les articles homonymes, voir Owens.
Carol Owens, née le 4 juin 1971 à Melbourne, est une joueuse néo-zélandaise de squash bien que née en Australie, elle changea de nationalité quand elle s'installa à Auckland. Elle fut numéro un mondiale en novembre 2002 et championne du monde en 2000 et 2003.

## Palmarès

### Titres
- Championnats du monde : 2 titres (2000, 2003)
- US Open : 2002
- Hurghada International : 2003
- Open du Texas : 2 titres (2002, 2003)
- Heliopolis Open : 2 titres (2002, 2003)
- Carol Weymuller Open : 2002
- Open de Macao : 2001
- Open de Kuala Lumpur : 1999
- Grasshopper Cup : 1997
- Championnats de Nouvelle-Zélande : 2 titres (2002, 2003)
- Championnats du monde par équipes : 3 titres (1994, 1996, 1998)

### Finales
- British Open : 2001
- US Open : 2003
- Hong Kong Open : 2001
- Open de Hartford : 2002
- Heliopolis Open : 2 finales (1997, 2000)
- Carol Weymuller Open : 3 finales (1995, 2001, 2003)
- Qatar Classic : 2003
- Australian Open : 2000
- Al-Ahram International : 2000